# Virus de la forêt de Semliki
Alphavirus semliki
Espèce
Synonymes
- Semliki Forest virus (ICTV, 1971)

Le Virus de la forêt de Semliki, Alphavirus semliki, a été isolé à partir de moustiques dans la forêt de Semliki, en Ouganda par l’Uganda Virus Research Institute (en) en 1942. Il est connu pour provoquer des maladies chez les animaux et chez l'Homme. Il s'agit d'une espèce de virus du genre Alphavirus de la famille des Togaviridae retrouvé en Afrique centrale, en Afrique  orientale et du sud.

## Caractéristiques du virus

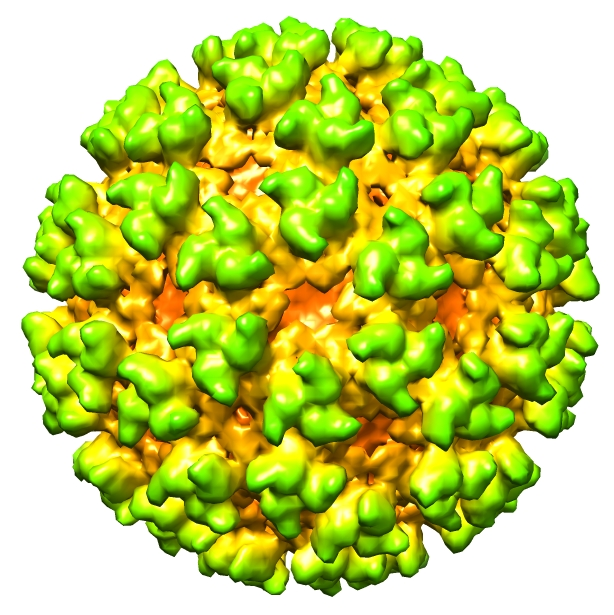
Reconstitution de la capside du virus grâce à la cryo-microscopie électronique, résolution 9 A

Le virus de la forêt de Semliki est un virus à ARN à polarité positive avec une capside icosaédrique, qui est enveloppé par une membrane lipidique, provenant de la cellule hôte. La surface extérieure du virus est presque entièrement couverte par des dimères de glycoprotéines hétérologues E1 et E2, disposés en trimères reliés entre eux, qui forment une coquille externe. Les trimères sont ancrés dans la membrane par une zone cytoplasmique E2 qui est associée à la nucléocapside. 
La taille du génome  du virus est d'environ 13 000 bases. Les deux tiers comprenant l’extrémité 5’ du génome codent des protéines non structurelles et les protéines structurelles sont codées dans le tiers de l’extrémité 3 '. La réplication se produit par l’intermédiaire d’un brin à polarité négative donnant naissance à un long bras d’ARN génomique servant à exporter de nouveaux virions et à un ARN messager subgénomique qui est traduit en protéines structurelles.

## Épidémiologie
Le virus de la forêt de Semliki se transmet principalement par les piqûres de moustiques. Il n'est pas capable d'infecter les mammifères à la suite d'une exposition par inhalation ou par voie digestive bien que les rongeurs puissent être infectés en laboratoire par instillation intranasale. Le virus est capable de provoquer une encéphalite mortelle chez les rongeurs, mais un seul cas d’infection humaine mortelle a été rapporté. Mais dans ce cas, il s’agissait d’un patient immunodéprimé qui avait été exposé à de grandes quantités de virus en laboratoire.

## Recherches
Le virus de la forêt de Semliki a été largement utilisé en recherche biologique comme modèle du cycle de vie des virus et de la neuropathie virale. Grâce à un large éventail d'hôtes disponibles et une réplication efficace, il a également été développé comme vecteur en biologie moléculaire pour transférer des gènes de codage pour la production de vaccins et d’agents anti-cancereux, et comme outil de thérapie génique.

## Référence biologique
- (en) ICTV : Semliki Forest virus  (consulté le 28 février 2021)